# Mường Nhé (xã)
Mường Nhé là một xã thuộc huyện Mường Nhé, tỉnh Điện Biên, Việt Nam.

## Địa lý
Xã Mường Nhé nằm ở phía tây của huyện Mường Nhé, có vị trí địa lý:
- Phía đông giáp xã Nậm Vì và xã Mường Toong
- Phía tây giáp nước Lào
- Phía nam giáp xã Nậm Kè
- Phía bắc giáp xã Chung Chải.

Xã Mường Nhé có diện tích 217,42 km², dân số năm 2022 là 11.671 người, mật độ dân số đạt 54 người/km².

## Hành chính
Xã Mường Nhé được chia thành 22 bản.

## Lịch sử
Ngày 14 tháng 1 năm 2002, Chính phủ ban hành Nghị định số 08/2002/NĐ-CP về việc chuyển xã Mường Nhé thuộc huyện Mường Tè về huyện Mường Nhé mới thành lập quản lý.
Ngày 26 tháng 11 năm 2003, Quốc hội ban hành Nghị quyết số 22/2003/QH11 về việc chuyển xã Mường Nhé thuộc huyện Mường Nhé, tỉnh Lai Châu về tỉnh Điện Biên mới thành lập quản lý.
Ngày 16 tháng 4 năm 2009, Chính phủ ban hành Nghị định số 17/NĐ-CP về việc thành lập xã Nậm Vì trên cơ sở điều chỉnh 6.237,19 ha diện tích tự nhiên và 1.951 nhân khẩu của xã Mường Nhé.
Sau khi điều chỉnh địa giới hành chính, xã Mường Nhé còn lại 21.781,95 ha diện tích tự nhiên và 4.337 nhân khẩu.
Ngày 27 tháng 4 năm 2021, UBND tỉnh Điện Biên ban hành Nghị quyết số 219/NQ-HĐND về việc thành lập bản Nậm Là 2 và bản Tân Phong.
Ngày 14 tháng 7 năm 2023, HĐND tỉnh Điện Biên ban hành Nghị quyết số 153/NQ-HĐND về việc thành lập bản Mường Nhé 1.